# Aeroport de Negage
L'aeroport de Negage (codi IATA: GXG, codi OACI: FNNG) és un aeroport que serveix Negaje a la província de Uíge a Angola. Era una antiga base militar portuguesa.
La balisa no direccional de Negaje (Ident: NG) es troba al camp d'aviació.